# Morcego-pescador
O morcego-pescador (Noctilio leporinus) é um morcego da família Noctilionidae, com distribuição neotropical desde a costa sul do México até à Argentina.
O morcego-pescador é nativo do continente americano e situa-se em regiões de clima neotropical, abrigados nas margens de águas doces e estuários marinhos, presentes no México ao norte da Argentina, incluindo a América Central e Antilhas, estabelecendo-se em terras baixas não áridas, áreas costeiras e bacias hidrográficas. 

## Alimentação
O morcego-pescador é uma das poucas espécies da ordem Chiroptera adeptas a piscivoria, com crustáceos e insetos inclusos. Para uma melhor eficiência na captura, ganhou adaptações como garras e pernas longas com grande compressão lateral (mesmo sendo um dos menores morcegos), além de um sistema de ecolocalização sensível em que os indivíduos utilizam diferentes frequências sonoras para localizar as presas sobrevoando a superfície da água, além de lembrar onde teve melhores resultados de caça. No entanto, sendo carnívoro, o morcego-pescador pode consumir invertebrados e frutas para completar sua dieta.
A captura de peixes é feita normalmente durante a noite, sobrevoando próximos da superfície da água e aguardando o momento certo em que os peixes produzam ondas na superfície com seu movimento para poder atacá-los. O morcego captura o animal, armazena em suas bochechas e ao retornar ao seu abrigo, termina a mastigação e engole a presa. O morcego-pescador costuma consumir mais peixes das espécies sardinha, manjuba e peixe-rei, enquanto crustáceos são camarões e siris. Já os insetos, consome muitas mariposas e besouros, além de ectoparasitas.

## Habitat
O morcego-pescador utilizam ocos de árvore, costões rochosos e cavernas próximos a corpos de água como abrigo, por vezes, criando uma comunidade de centenas de indivíduos da espécie, uma vez que são animais sociáveis. Costumam repousar em galhos altos das árvores, mas podem também ocupar o telhado de residências e estruturas de concreto, tais como pontes e viadutos.

## Características
Possuem lábios inchados e o lábio superior fendido  e coloração de amarelo-avermelhada a cinza, além de uma listra clara da nuca até a cauda. Medem cerca de 12cm de comprimento, pesando em volta de 80g. Seu queixo tem dobras de pele frouxa e suas bochechas têm sacos de armazenamento de alimentos. As orelhas são pontudas, com um grande espaço entre ambas. Seu pequeno corpo é coberto por pelos curtos, com barriga mais clara que as costas e cauda e membrana das asas bege. O morcego-pescador possui três subespécies catalogadas atualmente: Noctilio leporinus leporinus, Noctilio leporinus mastivus e Noctilio leporinus rufescens.

## Prejuízos da espécie
O que até pouco tempo não passava de uma mera suspeita, tornou-se um fato; estudos recentes confirmaram a presença do “morcego pescador”, Noctilio leporinus, na Estação de Piscicultura da CHESF em Paulo Afonso – BA. O mamífero voador vinha trazendo grandes prejuízos aos técnicos da Estação ao reduzir a produção de alevinos em até 50%. Quem “pagava o pato” pelas perdas eram sempre os socós, os bem-te-vis e as garças brancas. No entanto, eram eles, os “inofensivos” morcegos, que durante o dia se deleitavam com o resultado das suas grandes noitadas.
A presença de aves piscívoras na Estação de Piscicultura da CHESF, em Paulo Afonso é bastante expressiva. Aqui, já por muito tempo, existem o bem-te-vi Pitangus sulphuratus, martim-pescador Ceryle sp., socó Ardeidae e a garça branca Egretta thula. É por isso que medidas de prevenção contra os ataques desses predadores são constantes na Estação, principalmente nos tanques e viveiros de primeira alevinagem.[carece de fontes?]
Com a implantação do Programa Xingó, esforços foram direcionados para aumentar a produção de alevinos na Estação. No entanto, para surpresa dos técnicos, o número de peixes produzido não vinha correspondendo aos valores esperados, apesar de tomadas todas as medidas preventivas contra os predadores mais comuns da região. Vários morcegos, entretanto, eram vistos realizando vôos rasantes sobre os tanques de alevinagem, mais efetivamente a partir do pôr do sol, um fato que, aliado a queda da produção dos alevinos, trouxe à tona uma antiga suspeita da participação desses mamíferos alados na predação dos peixes. Após exaustivas observações, essa suspeita foi confirmada.